# 장치룬
장치룬(중국어: 蒋其润, 병음: Jiang Qirun, 한자음: 장기윤, 2000년 10월 12일 ~ )은 중화인민공화국의 바둑 기사이다. 저장성 후저우시 출신으로 중국기원 소속의 6단이다.

## 경력
저장성 후저우시 안지현에서 태어났다. 2013년에 프로바둑에 입단했다. 2014년 제21회 중국 신인왕전 4강에 진출했다. 2015년 전국바둑개인전 남자 을조와 제3회 전국 마인드 게임 바둑 주니어 챔피언십에서 우승을 차지했다. 2015년과 2016년, 2018년에는 저장팀, 2017년에는 샤먼팀으로 중국 갑조리그에 참가했다. 2019년 6단으로 승단했다.